# Megaselia breviciliata
Megaselia breviciliata är en tvåvingeart som först beskrevs av Gabriel Strobl 1899.  Megaselia breviciliata ingår i släktet Megaselia och familjen puckelflugor.
Artens utbredningsområde är Spanien. Inga underarter finns listade i Catalogue of Life.